# Esfera dos Betz
A "misteriosa" esfera dos Betz é uma pequena esfera de metal com um diâmetro de 20 cm e pesando aproximadamente 10 kg, encontrada por uma família estadunidense na Flórida em 1974. É o tema de muitas teorias da conspiração.

## Contexto
Em 27 de março de 1974, a família Betz investigou um pequeno incêndio próximo da sua residência em Fort George Island, Flórida. Eles moravam numa mansão no ponto mais alto da ilha, chamada de casa de Neff (nome do proprietário anterior que nunca chegou a morar lá), um castelo da década de 1920 no estilo Tudor. A família de três pessoas, Antoine, Jerri e o filho Terry, encontrou uma pequena esfera de metal do tamanho de uma bola de boliche. A primeira cogitação deles foi que a esfera havia sido uma bala de canhão deixada pelos conquistadores do "Novo Mundo". Ou ainda que era um pedaço do satélite russo Sputnik. Eles decidiram levar a esfera de volta para casa.
Betz entraram em contato com a Marinha americana para obter respostas, contudo os oficiais não se interessaram inicialmente e disseram que "a bola não era propriedade dos Estados Unidos".

### Movimentos
Vários dias depois, Terry estava tocando violão em sua casa. A esfera pareceu reagir ao som do violão, fazendo um barulho latejante que assustou o cão deles. Mais tarde, notou-se que a esfera rolava sozinha e até parava sozinha e mudava de direção. O filho do casal começou a fazer experimentos com a esfera. Ele percebeu que a esfera fazia barulho quando batida por um martelo. Ele também descobriu que a esfera se movia após ser sacudida e colocada no chão.
A esfera teria se movido sozinha várias vezes, seguindo as pessoas pela casa por conta própria aparentemente. Para a família, a atividade era maior em dias ensolarados e seguia em direções opostas à força aplicada, negligenciando a gravidade. Também a esfera emitia um som de baixa frequência como se houvesse um motor interno. Colocada sobre a mesa, a esfera percorria pelo perímetro sem cair. As portas batiam e um som de órgão passou a ser ouvido sem nem ao menos existir tal instrumento na casa. Neste ponto, a família buscou a mídia para saber o que era este objeto desconhecido.
A família Betz acabou guardando a esfera em uma caixa. Eles a tiravam apenas para mostrar a amigos e familiares e assim "impedir que a bola rolasse sozinha".

## Análise

### Estação Aérea Naval de Jacksonville
Os militares conseguiram convencer os Betz para analisar a esfera, quando levada para a Estação Aérea Naval de Jacksonville o Raio-X não conseguia penetrar completamente mas descobriu-se que o globo poderia suportar 120.000 libras de pressão. Havia sido encontrado uma marca triangular na parte exterior. Chris Berninger, porta-voz da Marinha dizia que a esfera não era um explosivo e que tinha origem terrestre.
O metalúrgico Fred Thomas que a analisou disse a Palm Beach Post que tinha um alto grau de espessura, em aço inoxidável de meia polegada e provavelmente oca.
Utilizando um Raio-X de 300 KV foi notado dois objetos cercados por uma aureola com quatro polos magnéticos, um par positivo e negativo.

### Omega Minus One Institute
Dr. Carl Wilson do Omega Minus One Institute em Baton Rouge, Luisiana examinou o artefato por cerca de seis horas e descobriu um campo magnético ao seu redor que gerava ondas de rádio. Para o pesquisador havia elementos radioativos dentro e parecia não seguir a física convencional.

### Painel daNational Enquirerem Nova Orleans
O tabloide National Enquirer realizou um evento ufológico (denominado de Painel Blue Ribbon) em Nova Orleans, Luisiana aonde havia cientistas e engenheiros. Estava presente J. Allen Hynek, então professor de astronomia da Universidade do Noroeste e um dos mais famosos ufólogos, ele observou a esfera mas não ficou impressionado. Hynek concordou com a explicação da Marinha dos EUA que era algo elaborado na Terra.
Dr. James Albert Harder que fazia parte do Painel Blue Ribbon e era um professor do departamento de Engenharia Civil da Universidade da Califórnia em Berkeley disse não ter notado nenhum movimento voluntário da esfera. Ele alegou que Hynek não poderia ter certeza que é um artefato humano sem realizar testes adicionais. Os Betz depositaram confiança que Harder obtivesse resultado, mas como em outras análises não trouxe explicações à família. Algumas poucas fontes citaram que Harder acreditava que as duas esferas internas poderiam ser compostas de Urânio 238 e que, portanto, se tentasse abri-la causaria uma explosão e que, diante a isto, assustados os Betz desapareceram. No entanto, tal alegação surpreendente não é relatada em nenhum dos jornais da época que se tem registro, o que levanta suspeitas quanto a sua autenticidade.

### Skeptoid
Uma análise de 2012 realizada por Skeptoid (um podcast de ciência) revelou uma análise contemporânea da mídia que indicava que a esfera era uma válvula de retenção que tinha este formato produzida pela empresa Bell & Howell: seu tamanho, peso e composição metalúrgica correspondiam aos da válvula de retenção esférica da companhia.
Skeptoid também revelou uma análise do movimento aparentemente autônomo da esfera, observando que o objeto "ficou em silêncio em exibição dentro da casa Betz por quase duas semanas, e não é relatado que alguma vez tenha se movido por conta própria, exceto quando alguém a derrubou para testá-la", e se referiu a um representante da Marinha dos Estados Unidos que opinou o seguinte: "acredito que seja por causa da construção da casa... É antiga e tem um piso de pedra desnivelado. A bola está quase perfeitamente equilibrada e é preciso apenas um pequeno corte para fazê-lo mover ou mudar de direção."
Por último, o podcast contou a trajetória de um artista conhecido do Novo México, James Durling-Jones, ele colecionava sucata para uso em esculturas; Durling-Jones relatou ter levado válvulas de retenção esférica no porta-malas de seu ônibus Volkswagen e ter "conduzido" pela região de Jacksonville na Páscoa de 1971, quando algumas bolas rolaram do porta-malas e foram perdidas." Skeptoid concluiu que essa era a origem da esfera.

## Outras esferas
- Na década de 1960, J. Allen Hynek reporta uma esfera de aço inoxidável com magnésio puro que foi encontrada no Brasil.[7]
- Uma grande esfera de 1,5 m foi encontrada numa floresta na Bósnia e Herzegovina com uma quantidade grande de ferro e especula-se ser de origem humana.[11]